# Тетвель (Азнакаевский район)
Тетвель (тат. Тетвел) — деревня в Азнакаевском районе Татарстана. Входит в состав Чемодуровского сельского поселения.

## География
Находится в юго-восточной части Татарстана на расстоянии приблизительно 15 км на юго-запад по прямой (25 км по автодорогам) от районного центра (города Азнакаево) и в 3,5 км по автодорогам к юго-западу от центра сельсовета, села Чемодурово, невдалеке от автомобильной дороги 16К-0079 «Лениногорск — Азнакаево».

## История
В 1889 году во владельческой деревне Микулинской волости Бугульминского уезда Самарской губернии имелось 40 дворов и 207 жителей. По переписи 1897 года — 59 дворов и 447 жителей (225 мужчин и 222 женщины) бывших помещичьих крестьян (русские, православные). Деревне принадлежало 1010 десятин удобной и 8 десятин неудобной надельной земли. В 1910 году показано 76 дворов и 557 жителей (292 мужчины, 265 женщин). Деревне принадлежало 1774 десятины удобной и 3 десятины неудобной земли.
В 1920 году деревня вошла в состав Татарской АССР вместе с уездом, преобразованным в кантон.
С 1930 года — в составе Чемодуровского сельсовета Бугульминского района, проживали русские.
В 1948 году — также в Чемодуровском сельсовете.

## Население
В начале 2017 года в деревне проживало 29 человек, из них 3 ребёнка школьного возраста, 12 мужчин и 4 женщины трудоспособного возраста, 4 мужчины и 6 женщин старше трудоспособного возраста.
По переписи 2010 года в деревне проживало 30 человек (16 мужчин, 14 женщин).
В 2002 году — 36 человек (20 мужчин, 16 женщин).
| Год  | Численность | Численность   |
| ---- | ----------- | ------------- |
| 1889 | 207         | [ 10 ]        |
| 1897 | 447         | [ 10 ]        |
| 1910 | 557         | [ 10 ]        |
| 1920 | 682         | [ 10 ]        |
| 1926 | 292         | [ 10 ]        |
| 1938 | 487         | [ 10 ]        |
| 1949 | 365         | [ 10 ]        |
| 1958 | 302         | [ 10 ]        |
| 1970 | 183         | [ 10 ]        |
| 1979 | 175         | [ 10 ]        |
| 1989 | 63          | [ 10 ]        |
| 2002 | 36          | [ 11 ]        |
| 2010 | 30          | [ 12 ] [ 10 ] |
| 2021 | 14          | [ 13 ]        |

Национальный состав
В 1989 году преобладали русские. По переписи 2002 года в национальной структуре населения русские составляли 80 %. В 2015 году из 30 человек русские составляли 53,3 %, татары — 40 %.

## Инфраструктура и улицы
Ныне основное занятие населения — нефтегазодобыча. В деревне две улицы — Степная и Заречная, есть православное кладбище площадью 0,43 га (заполненность 85 %) к северу от деревни.